# Distanciation (théâtre)
Pour les articles homonymes, voir Distanciation.
La distanciation est un principe théâtral lié au départ à la dramaturgie de Bertolt Brecht. Se positionnant à l'inverse du théâtre aristotélicien, le théâtre épique se fonde, selon Brecht, sur l'effet de distanciation (en allemand Verfremdungseffekt). S'opposant à l'identification de l'acteur à son « personnage », la distanciation produit un effet d'étrangeté par divers procédés de recul, comme l'adresse au spectateur, le jeu des acteurs depuis le public, la fable épique, la référence directe à un problème social, les songes, les changements à vue, etc. Ces procédés visent à perturber la perception linéaire passive du spectateur et à rompre le pacte tacite de croyance en ce qu'il voit (ce que Jean Ricardou nomme « illusion référentielle » pour le roman).

## Fonctionnement
Dans une pièce de distanciation, il faut briser le quatrième mur en créant un contact direct avec le public, avec par exemple la présence d'un narrateur et ainsi détruire tout réalisme : le public est impliqué dans la pièce et ne croit donc plus que l'action est réelle. Pour que le public se rappelle qu'il est au théâtre, il ne doit pouvoir voir les autres spectateurs, mais surtout, il ne doit pas s'identifier aux personnages. Pour cela, ceux-ci doivent par exemple jouer en citant le texte. L'action générale ne doit pas être vraisemblable non plus, elle doit procéder par bonds, flashbacks, et chaque scène peut être jouée pour elle-même. La scénographie, quant à elle, est stylisée, figurative ou abstraite et doit laisser voire les cintres, les projecteurs...

## Objectifs
La distanciation cherche à faire réfléchir le spectateur sur les personnages et l'intrigue en ayant un point de vue objectif, en créant une distance entre le public et l'action. En effet, quand il s'associe à un personnage son point de vue devient subjectif. Ce point de vue objectif « vise exclusivement à montrer le monde sous un angle tel qu'il apparaisse comme susceptible d'être pris en main par les hommes ».

## Historique
Dans son Petit Organon pour le théâtre, Brecht s'attaque clairement au réalisme. Le principe de la distanciation se place, dit-il, à la « frontière de l'esthétique et du politique », afin de « faire percevoir un objet, un personnage, un processus, et en même temps le rendre insolite, étrange », et de « prendre ses distances par rapport à la réalité ». La distanciation politise la conscience du spectateur et l'amène à réfléchir sur la place de l’acte théâtral dans la société.
Ce principe de « distanciation », déjà développé dans le Paradoxe sur le comédien de Diderot, s'oppose à celui d'« identification » illustré par Horace dans son Art poétique, prêtant ces mots au spectateur s'adressant à l'acteur : « Si vis me flere dolendum est primum ipsi tibi » (« Si tu veux que je pleure, tu dois d'abord souffrir toi-même »). On trouve une position intermédiaire chez la comédienne Marguerite Moreno, citée par Jules Renard dans son Journal (6 décembre 1895) : « Un acteur n'est jamais dans la peau de son héros, mais il n'est plus dans la sienne. Quand je joue Monime, je ne pense pas à Monime, mais je ne suis plus Moreno. Je suis métamorphosée en je ne sais quoi de vibrant, de surexcité, d'embêté. »

## Exemples célèbres
- Dans Électre de Jean Giraudoux :

En plein entracte, alors que la lumière est souvent déjà allumée dans la salle, apparaît « le jardinier » qui vient s'adresser au public (« Lamento du Jardinier ») : « Moi, je ne suis plus dans le jeu. C'est pourquoi je suis libre de venir vous dire ce que la pièce ne pourra vous dire. Dans de pareilles histoires, ils ne vont pas s'interrompre de se tuer et de se mordre pour venir vous dire que la vie n'a qu'un seul but, aimer... ».
- Dans L'Opéra de quat'sous de Bertolt Brecht :

Durant la pièce, il y a des musiques, des panneaux indiquant les lieux où se déroulent les scènes, discours stéréotypés... De plus, à la fin, Peachum s'adresse directement au public.